# Нокс, Рональд
Рональд Арбутнотт Нокс (англ. Ronald Arbuthnott Knox; 17 февраля 1888[…], Kibworth, Лестершир — 24 августа 1957[…], Mells) — английский религиозный деятель и писатель, автор детективов.

## Биография

### Ранняя жизнь

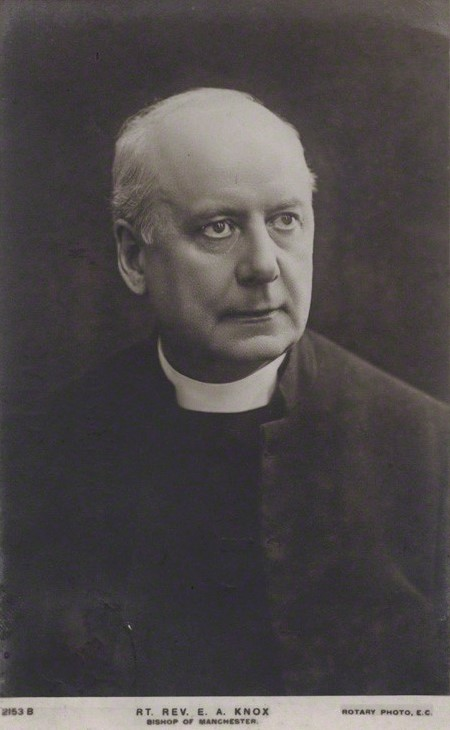
Эдмунд Нокс, отец Рональда Нокса, в 1907 году

Рональд Нокс родился в Англиканской семье в Найбворте, Лестершир, Англия. Его отцом был евангелист Эдмунд Арбутнот Нокс (1847—1937), который позже стал епископом Манчестера и был потомком Джона Арбутнотта, 8-го виконта Арбутнотта (1778—1860). Матерью Рональда Нокса была Эллен Пенелопа Френч (1854—1892). Тетей Нокса (сестра отца) была Эллен Мэри Нокс (1858—1924), первый директор Колледжа Хавергал, Торонто, Канада. Отцом мачехи Нокса, Этель Мэри Ньютон, на которой Эдмунд Нокс женился в 1895, был Хорас Ньютон (1844—1920).
Молодой Нокс получил образование в Eaton House , Summer Fields, и Итоне, где он получил первую стипендию в 1900 году и Баллиол-колледж , Оксфорд, где он снова выиграл первую классическую стипендию в 1905 году. Нокс получил так же гранты Craven, Hertford и Ireland в области классики, а также премию Гайсфорда за композицию греческих стихов в 1908 году и премию канцлера за композицию латинских стихов в 1910 году. В возрасте 17 лет он дал обет безбрачия.
В 1910 году стал членом Тринити-колледжа в Оксфорде. Увлекаясь англо-католицизмом, он стал ключевым участником модного «набора» Мориса Чайлда. Так же из-за стечения обстоятельств некоторое время работал на Гарольда Макмиллана.

### Англиканская церковь
Нокс был рукоположён в сан англиканского священника в 1912 году и назначен капелланом Тринити-колледжа. Во время Первой мировой войны он служил в военной разведке. В 1915 году Сирил Аллингтон, который был магистром в Итоне во время пребывания там Нокса, пригласил Нокса присоединиться к преподавательскому составу в школе Шрусбери, где Аллингтон был директором.

### Римско-католическая церковь
Нокс ушел в отставку как англиканский капеллан в 1917 году, когда он стал католиком. В ответ на обращение Нокса в католичество, его отец лишил сына наследства. В 1918 году Нокс был рукоположён в сан католического священника и в 1919 году присоединился к персоналу Колледжа Святого Эдмунда, Уэр, Хартфордшир, оставаясь там до 1926 года. Он объяснил свое духовное путешествие в двух частных печатных книгах: «Apologia» (1917) и «A Spiritual Aeneid» (1918). На обращение Нокса в католическую веру отчасти повлиял английский писатель Г. К. Честертон, до того, как Честертон сам стал католиком. Когда Честертон был принят в Римско-Католическую Церковь в 1922 году, он в свою очередь был под влиянием Нокса.
Нокс писал и транслировал христианство и другие темы. В бытность  римско-католическим капелланом в Оксфордском университете (1926—1939) и после его повышения до монсеньора в 1936 году он писал классические детективные истории. В 1929 году он опубликовал «10 заповедей детективного романа». Он был одним из основателей Детективного клуба и написал несколько произведений детективного жанра, в том числе семь романов и три рассказа.
Он перевёл на английский Вульгату (латинская версия римской-католической церкви), используя еврейские и греческие источники. Его произведения на религиозные темы включают в себя: «Some Loose Stones» (1913), «Reunion All Round» (1914), « A Spiritual Aeneid» (1918), «The Belief of Catholics» (1927), «Caliban in Grub Street» (1930), «Heaven and Charing Cross» (1935), «Let Dons Delight» (1939) и «Captive Flames» (1940). Когда Г. К. Честертон, близкий друг Рональда Нокса, умер в 1936 году, Нокс провел отпевание Честертона в Вестминстерском соборе.
Эссе «Essays in Satire» (1928) и «Studies in the Literature of Sherlock Holmes» были первыми в жанре серьёзных критических сочинений о Шерлоке Холмсе и исторических исследований, в которых существование Холмса, Ватсона и др. предполагается в настоящем мире. Еще одно из подобных эссе, «The Authorship of In Memoriam», претендует на доказательство того, что стихотворение Теннисона на самом деле было написано королевой Викторией. Другой сатирический очерк, «Reunion All Round», высмеивал легендарную англиканскую терпимость в форме обращения к Англиканской церкви, чтобы поглотить всех, от мусульман до атеистов и даже католиков, после убийства ирландских детей и запрета ирландского брака.

### Смерть и после

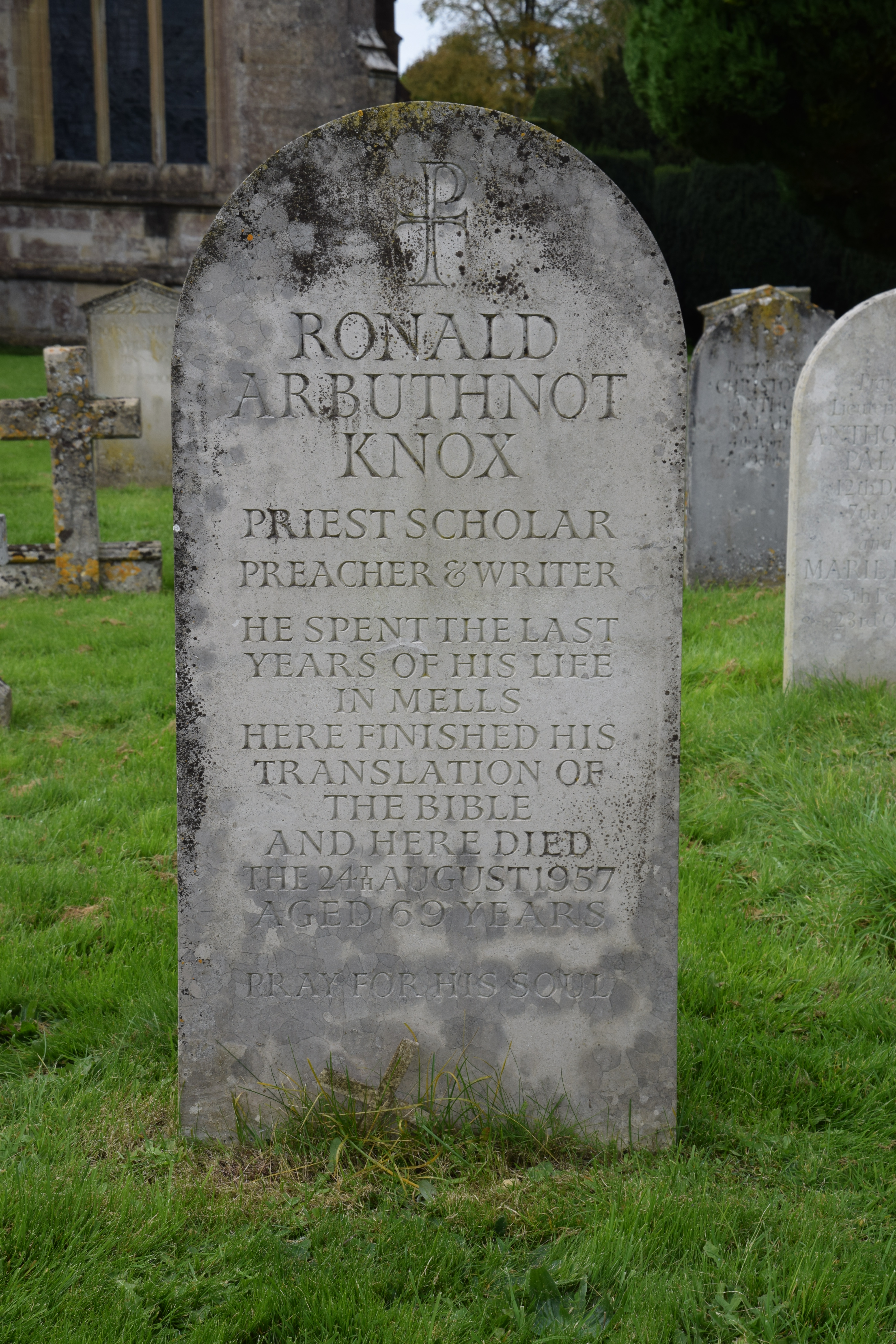
Могила Рональда Нокса

В 1953 году Нокс посетил Джулиана Аксвита, 2-го графа Оксфордского и Аксвитского в Занзибаре и посетил так же Родезию. Именно в этой поездке он начал свой перевод «О подражанию Христу» Фомы Кемпийского. Он также начал работу апологетики, предназначенную для охвата более широкой аудитории, чем студент из «The Belief of Catholics» (1927). Но все его действия были свёрнуты его внезапной и серьёзной болезнью в начале 1957 года. По приглашению своего старого друга, Гарольда Макмиллана, он остался на Даунинг-стрит, 10 во время пребывания в Лондоне и проконсультировался со специалистом. Врач подтвердил диагноз неизлечимого рака.
Рональд Нокс умер 24 августа 1957 года. Его последними словами было «Нет, но очень мило, что вы это предложили», обращённые к леди Элтон, спросившей, не хочет ли Нокс, чтобы она прочла его перевод Нового Завета. Тело Рональда Нокса было доставлено в Вестминстерский собор. Епископ Кравен провел панихиду, на которой отец Мартин Д’Арси (1888—1976), иезуит, проповедовал панегирик. Нокс был похоронен на погосте Андреевской церкви, Меллс.
Первая биография Нокса, озаглавленная «The Life of Ronald Knox», была произведением его друга и писателя Ивлина Во, и была издана через два года после смерти Нокса. Во был благочестивым католиком и страстным поклонником работ Нокса. В 1977 году племянница Нокса, Пенелопа Фицджеральд (1916—2000), опубликовала композиционную биографию «The Knox Brothers», которая рассказывала как о Рональде Ноксе, так и о его трёх братьях (Э. Дж. Нокс, редактор юмористического журнала «Панч»; Альфред Нокс, учёный; и Уилфред Нокс, англиканский монах и новозаветный учёный). The Wine of Certitude: A Literary Biography of Ronald Knox"" Дэвида Руни (англ. David Rooney) была опубликована в 2009 году. Перед работой Руни были так же «Ronald Knox as Apologist: Wit, Laughter and the Popish Creed» (2007) и «Second Friends: C. S. Lewis and Ronald Knox in Conversation» (2008); обе работы написаны Милтоном Уолшем (англ. Milton Walsh). Более недавняя биография. В 2009 Терри Тастард (англ. Terry Tastard) опубликовал «Ronald Knox and English Catholicism».

## Радио мистификация
В январе 1926 года, для одной из своих регулярных радиопрограмм BBC, Нокс транслировал смоделированный живой отчет революции, охватившей Лондон, под названием «Broadcasting from the Barricades». Кроме того, чтобы жить сообщения нескольких людей, в том числе министра правительства, будучи линчевали, его трансляция смешала предполагаемую музыку группы из отеля «Савой» с предполагаемым разрушением отеля траншейными минометами. Палаты парламента также было сказано, что башня с часами была расплющена. Поскольку трансляция происходила в снежные выходные, большая часть Соединенного Королевства не могла получить газеты до нескольких дней спустя. Отсутствие газет вызвало небольшую панику, так как считалось, что события в Лондоне вызвали это. Четыре месяца спустя в течение этого времени наблюдались значительные общественные беспорядки, поэтому в то время возможность революции была реалистичной.
Отчет Би-би-си за 2005 год в эфире говорит о том, что инновационный стиль программы Нокса, возможно, повлиял на радиопередачу Орсона Уэллса «Война миров» (1938), которую он предвосхищал в своих последствиях. В интервью для книги «This is Orson Welles», сам Уэллс сказал, что трансляция дала ему идею для «Войны миров».
Сценарий трансляции переиздан в «Essays in Satire» (1928) как «A Forgotten Interlude».

## Десять заповедей детективного романа
Рональд Нокс являлся одним из первых членов Детективного клуба, официальной датой основания которого считается 1930 год. Тем не менее, авторы детективной прозы собирались вместе и в 1920-х годах и обсуждали свое творчество. В 1929 году Рональд Нокс составил «Десять заповедей детективного романа» — некую аллюзию на десять заповедей, непреклонные правила написания детективного романа. Однако все они рано или поздно были нарушены в признанных выдающимися произведениях известных мастеров детективного жанра.
1. Преступником должен быть кто-то, упомянутый в начале романа, но им не должен оказаться человек, за ходом чьих мыслей читателю было позволено следить.
2. Как нечто само собой разумеющееся исключается действие сверхъестественных или потусторонних сил.
3. Не допускается использование более чем одного потайного помещения или тайного хода.
4. Недопустимо использовать доселе неизвестные яды, а также устройства, требующие длинного научного объяснения в конце книги.
5. В произведении не должен фигурировать китаец.
6. Детективу никогда не должен помогать счастливый случай; он не должен также руководствоваться безотчетной, но верной интуицией.
7. Детектив не должен сам оказаться преступником.
8. Натолкнувшись на тот или иной ключ к разгадке, детектив обязан немедленно представить его для изучения читателю.
9. Глуповатый друг детектива, Ватсон в том или ином облике, не должен скрывать ни одного из соображений, приходящих ему в голову; по своим умственным способностям он должен немного уступать — но только совсем чуть-чуть — среднему читателю.
10. Неразличимые братья-близнецы и вообще двойники не могут появляться в романе, если читатель должным образом не подготовлен к этому.

### Избранные сочинения
- Библия Нокса[англ.] (перевод Вульгаты) (1945)
- Some Loose Stones (1913)
- Absolute and Abitofhell (1913)
- The Church in Bondage (1914)
- Reunion All Round (1914)
- Bread or Stone (1915)
- A Spiritual Aeneid: Being an Account of a Journey to the Catholic Faith (1918)
- Patrick Shaw-Stewart (1920)
- Memories of the Future: Being Memories of the Years 1915—1972, Written in the Year of Grace 1988 by Opal, Lady Porstock (1923)
- Sanctions: A Frivolity (1924)
- Other Eyes than Ours (1926)
- An Open-Air Pulpit (1926)
- The Belief of Catholics (192 Мэллок, Вильям 7)en:The New Republic (novel)
- Essays in Satire (1928)
- The Mystery of the Kingdom and Other Sermons (1928).
- The Church on Earth (1929).
- On Getting There (1929)
- Caliban in Grub Street (1930)
- Broadcast Minds (1932)
- Difficulties: Being a Correspondence About the Catholic Religion, with Arnold Lunn (1932)
- Heaven and Charing Cross: Sermons on the Holy Eucharist (1935)
- Barchester Pilgrimage (1935)
- Let Dons Delight (1939)
- Captive Flames: a Collection of Panegyrics (1940)
- In Soft Garments (1942)
- God and the Atom (1945)
- The Mass in Slow Motion (1948)
- The Creed in Slow Motion (1949)
- On Englishing the Bible (1949)
- The Gospel in Slow Motion (1950)
- St Paul’s Gospel (1950)
- Enthusiasm: A Chapter in the History of Religion with Special Reference to the XVII and XVIII Centuries (1950)
- Stimuli (1951)
- The Hidden Stream: Mysteries of the Christian Faith (1952)
- Off the Record (1953)
- The Window in the Wall and Other Sermons on the Holy Eucharist (1956)
- Bridegroom and Bride (1957)

### Детективная проза

#### Собственное

##### Романы

###### Серия о Майлзе Бридоне
- Три вентиля (англ. The Three Taps) (1927); на русском языке так же выходил под названием «Газовый свет».
- Следы на мосту (англ. The Footsteps at the Lock) (1928).
- Тело в силосной башне (англ. The Body in the Silo) (1933)
- Всё ещё мёртв (англ. Still Dead) (1934)
- Фальшивые намерения (англ. Double Cross Purposes) (1937)

###### Внецикловые произведения
- Убийство на виадуке (англ. The Viaduct Murder) (1925).

##### Рассказы
- Методом пристального взгляда (англ. «Solved by Inspection») (1931) — из цикла о Майозе Бридоне; на русском так же публиковался как «Решено наблюдением»
- «The Motive» (1937)
- «The Adventure of the First Class Carriage» (1947)

#### Участие в совместных работах Детективного клуба
- Behind the Screen (1930)
- Последнее плавание адмирала (англ. The Floating Admiral) (1931)
- Шестеро против Скотленд-Ярда (англ. Six Against the Yard) (1936)